# Leichtathletik-Europameisterschaften 1982/Marathon der Männer

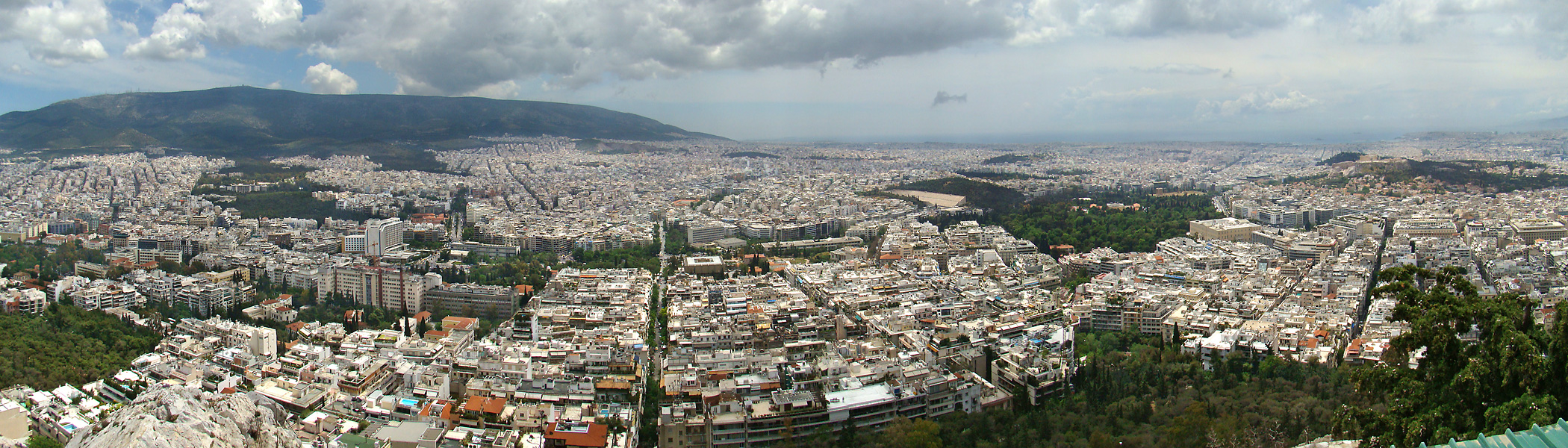
Blick auf Athen vom Mount Lycabettus

Der Marathonlauf der Männer bei den Leichtathletik-Europameisterschaften 1982 fand am 12. September 1982 in Athen, Griechenland, statt.
Der Niederländer Gerard Nijboer gewann das Rennen in 2:15:16 h. Vizeeuropameister wurde der Belgier Armand Parmentier vor seinem Landsmann Karel Lismont.

## Bestehende Rekorde / Bestleistungen
Anmerkung:
Rekorde wurden damals im Marathonlauf und Straßengehen wegen der unterschiedlichen Streckenbeschaffenheiten mit Ausnahme von Meisterschaftsrekorden nicht geführt.
| Weltbestzeit         | Robert De Castella | 2:08:18 h   | Fukuoka-Marathon, Japan         | 6. Dezember 1981  |
| Europabestzeit       | Gerard Nijboer     | 2:09:01 h   | Amsterdam-Marathon, Niederlande | 29. April 1980    |
| Meisterschaftsrekord | Leonid Mossejew    | 2:11:57,5 h | EM Prag                         | 3. September 1978 |

Der bestehende EM-Rekord wurde bei diesen Europameisterschaften nicht erreicht. Mit seiner Siegerzeit von 2:15:16 h blieb der niederländische Europameister Gerard Nijboer 3:18,5 min über dem Rekord. Zu seiner eigenen Europabestzeit fehlten ihm 6:14 min, zur Weltbestzeit 6:58 min.

## Legende
Kurze Übersicht zur Bedeutung der Symbolik – so üblicherweise auch in sonstigen Veröffentlichungen verwendet:
| DNF | Wettkampf nicht beendet (did not finish) |

## Ergebnis

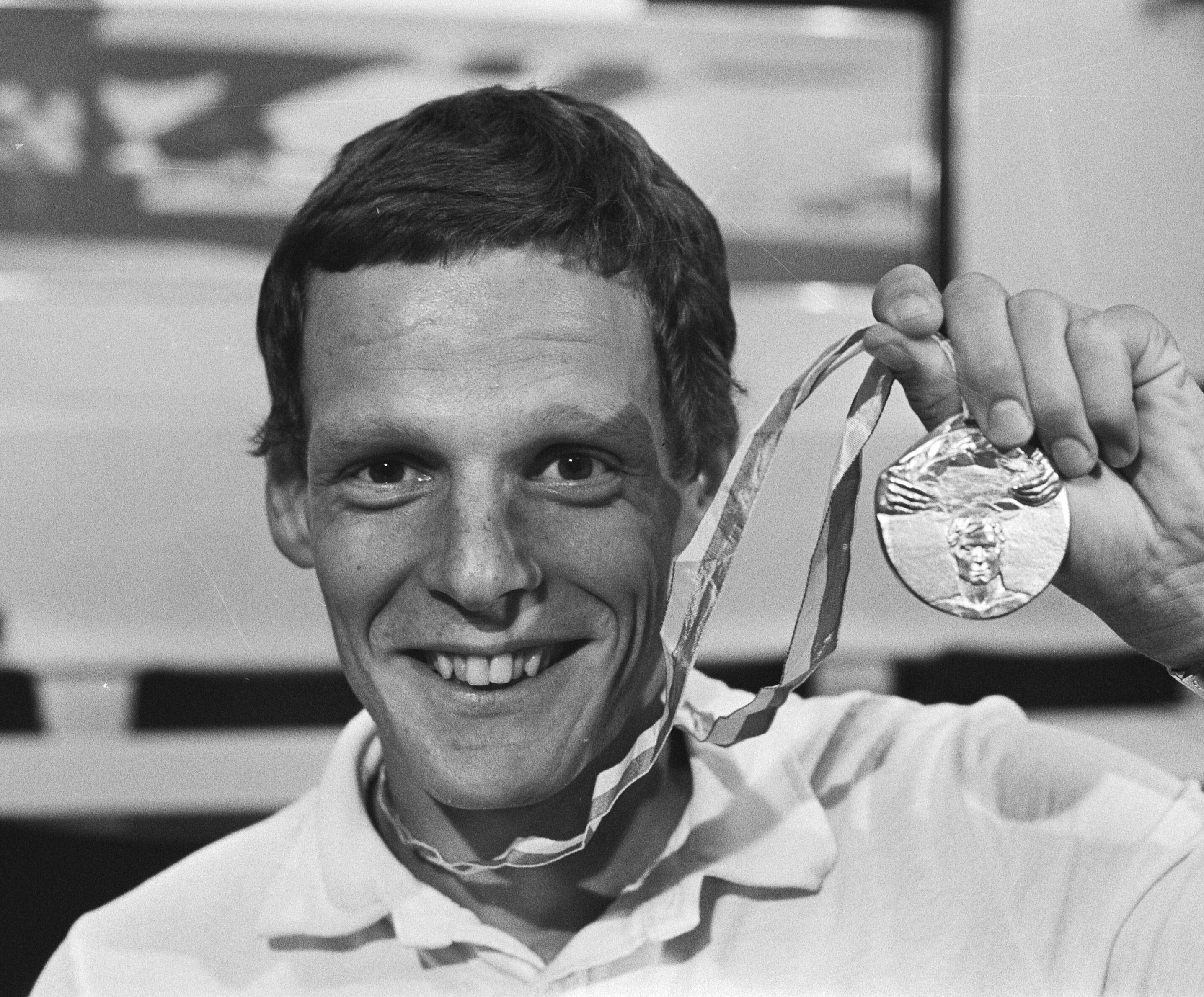
Europameister Gerard Nijboer

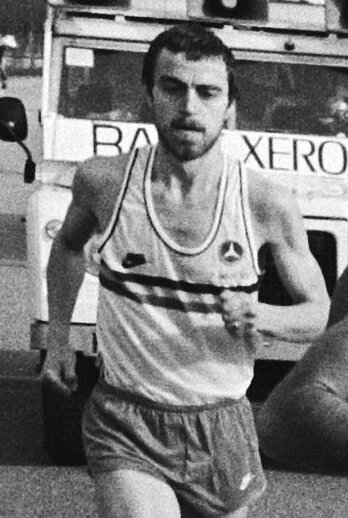
Vizeeuropameister Armand Parmentier (hier beim Rotterdam-Marathon 1983)

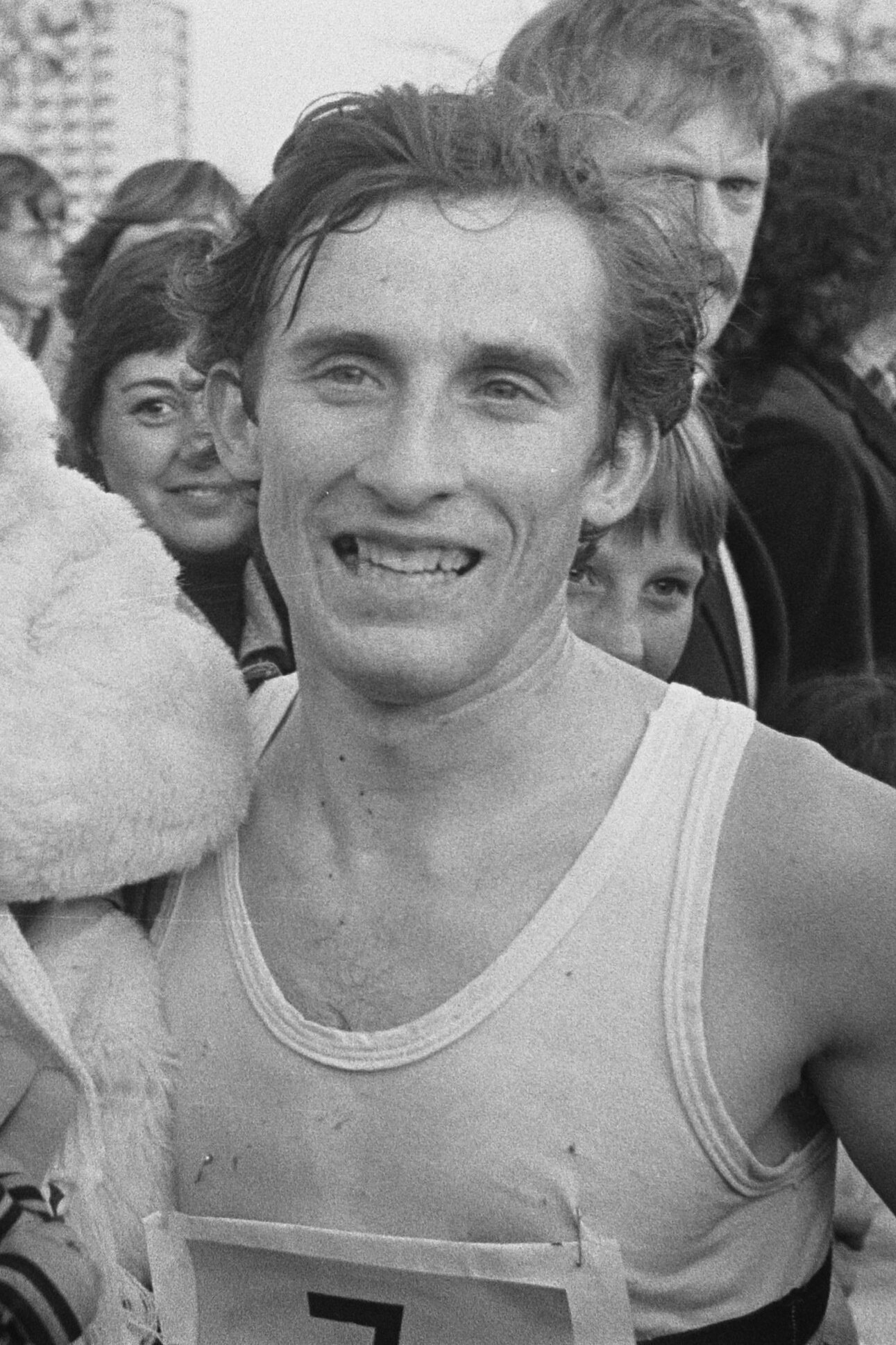
Bronzemedaillengewinner Karel Lismont (Amsterdam 1976)

12. September 1982
| Platz | Athlet                | Land           | Zeit (h) |
| ----- | --------------------- | -------------- | -------- |
|       | Gerard Nijboer        | Niederlande    | 2:15:16  |
|       | Armand Parmentier     | Belgien        | 2:15:51  |
|       | Karel Lismont         | Belgien        | 2:16:04  |
| 04    | Pertti Tiainen        | Finnland       | 2:16:27  |
| 05    | Jukka Toivola         | Finnland       | 2:17:31  |
| 06    | Waldemar Cierpinski   | DDR            | 2:17:50  |
| 07    | Ryszard Marczak       | Polen          | 2:17:53  |
| 08    | Giampaolo Messina     | Italien        | 2:18:20  |
| 09    | Øyvind Dahl           | Norwegen       | 2:19:49  |
| 10    | Kjell-Erik Ståhl      | Schweden       | 2:20:36  |
| 11    | Richard Hooper        | Irland         | 2:20:51  |
| 12    | David Cannon          | Großbritannien | 2:21:33  |
| 13    | Giovanni Poli         | Italien        | 2:22:27  |
| 14    | Dominique Chauvelier  | Frankreich     | 2:22:40  |
| 15    | Janos Szekeres        | Ungarn         | 2:22:41  |
| 16    | Leonid Mossejew       | Sowjetunion    | 2:24:00  |
| 17    | Mehmet Terzi          | Türkei         | 2:24:06  |
| 18    | Richard Umberg        | Schweiz        | 2:24:54  |
| 19    | Delfim Moreira        | Portugal       | 2:26:08  |
| 20    | Michael Koussis       | Griechenland   | 2:26:22  |
| 21    | Bernard Bobes         | Frankreich     | 2:26:37  |
| 22    | Ralf Salzmann         | BR Deutschland | 2:27:24  |
| 23    | Freddy Vandervennet   | Belgien        | 2:27:44  |
| 24    | Wadim Sidorow         | Sowjetunion    | 2:31:29  |
| 25    | Theofanis Tsimingatos | Griechenland   | 2:35:41  |
| DNF   | Richard Kopijasz      | Polen          |          |
| DNF   | Tommy Persson         | Schweden       |          |
| DNF   | Allan Zachariassen    | Dänemark       |          |
| DNF   | Svend-Erik Kristensen | Dänemark       |          |
| DNF   | Kyriakos Lazaridis    | Griechenland   |          |
| DNF   | Cor Vriend            | Niederlande    |          |
| DNF   | Santiago de la Parte  | Spanien        |          |
| DNF   | Niilo Kemppe          | Finnland       |          |
| DNF   | Steve Kenyon          | Großbritannien |          |
| DNF   | Uladsimir Kotau       | Sowjetunion    |          |

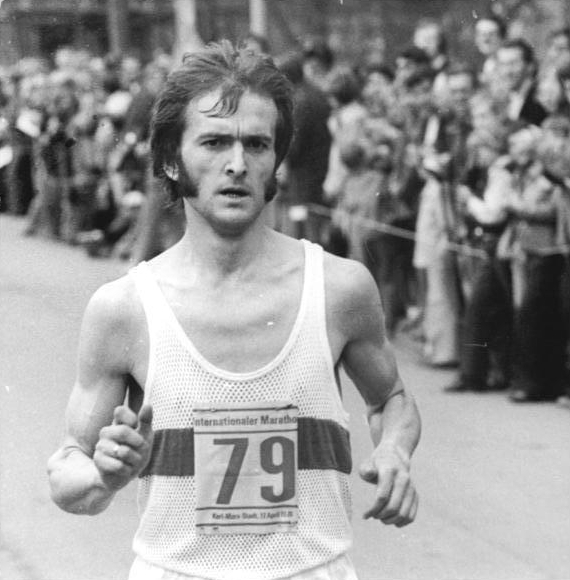
Waldemar Cierpinski – Rang sechs
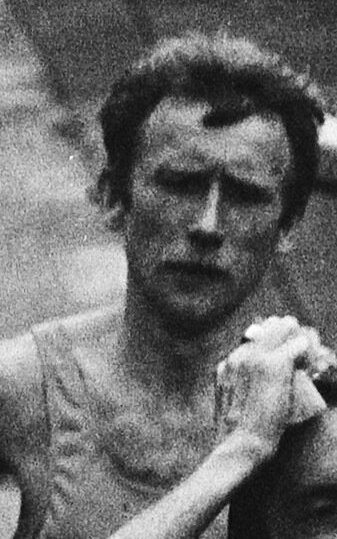
Ryszard Marzak (hier beim Rotterdam-Marathon 1982) – Rang sieben
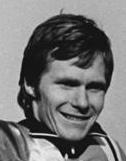
Øyvind Dahl (hier in der DDR im Jahr 1980) – Rang neun
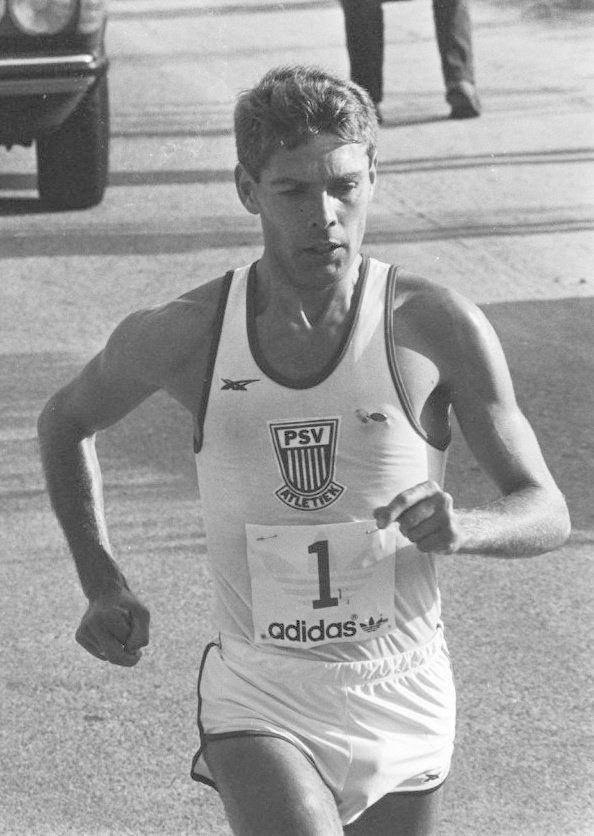
Cor Vriend – Rennen nicht beendet